# Cashville Records
Cashville Records, souvent stylisé Ca$hville Records, anciennement G-Unit South, est un label discographique indépendant américain, situé à Nashville, dans le Tennessee. Il est fondé en 2005 par le rappeur Young Buck, et est distribué par RED Distribution, appartenant à Sony BMG Music Entertainment. Le label compte des artistes et groupes comme The Outlawz, C-Bo, et Lil Scrappy.

## Histoire
Young Buck annonce en septembre 2006 le lancement de son propre label, Cashville Records. Pour sauver G-Unit d'un déclin certain, 50 Cent demande à Young Buck de l'appeler G-Unit South, mais Buck refuse car il voulait être indépendant du label G-Unit Records. À l'annonce de l'existence de son label, Buck compte déjà les rappeurs Lil Murder, D-Tay et Hi-C comme artistes solo, et un groupe, 615, à Cashville Records. 615 est en fait le code postal de la ville natale de Young Buck, Nashville dans le Tennessee. En janvier 2007, le rappeur de Sacramento, C-Bo signe sur le label, et en mars les Outlawz (groupe créé par Tupac Shakur) signent eux aussi sur le label. 
Sha Money XL, cofondateur de G-Unit Records, annonce que le label a enfin trouvé un distributeur, RED Distribution. À la fin de 2011, des rumeurs courent selon lesquelles Lil' Kim aurait signé au label. Elle confirme ses intentions dans une interview avec Rap-Up, mais rien ne se concrétise en 2012. Le rappeur Mystikal confirme lui aussi son intention de signer au label en 2012. Cependant, il signera avec YMCMB. Toujours en 2012, C-Bo publie son premier album au label, et y prévoit un second album Orca. La même année, Buck signe Tha City Paper au label, et s'associe avec lui pour la publication de la mixtape G.a.S - Gangsta and Street.

## Discographie
- Young Buck/Cashville Records – Product of the South[10].
- Outlawz/Cashville Records - We Want In

## Membres

### Membres actuels
- Young Buck, fondateur
- C-Bo
- Outlawz
- Sosa Tha Plug
- AllStar
- B.G
- Enza
- Charlie P
- Rukus 100
- Tha City Paper
- Paperchase

### DJs et producteurs
- DJ Don Juan
- J.A.

### Anciens membres
- D-Tay (quitte le label pour des raisons inconnues)
- 615 (Hi-C & Lil' Murder)
- Lil' Scrappy
- B.G
- Starlito
- Fluid Outrage